# Edward Cave

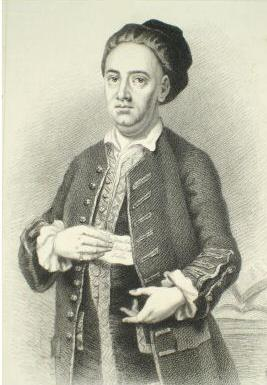
Edward Cave, Gravur von Edward Scriven nach einem Gemälde von Francis Kyte c. 1740

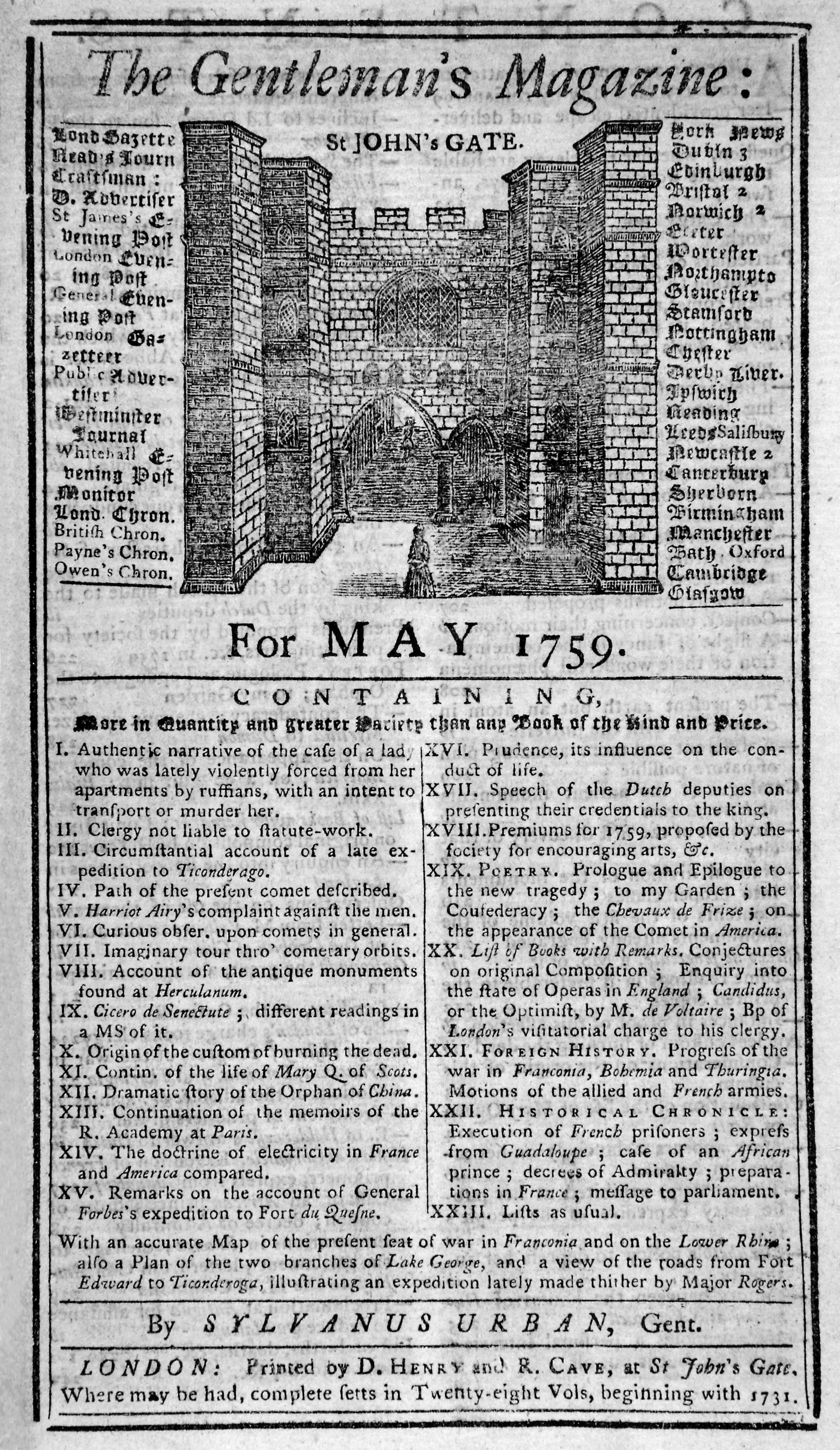
The Gentleman’s Magazine, May 1759, „By SYLVANUS URBAN, Gent.“

Edward Cave (* 27. Februar 1691; † 10. Januar 1754) war Drucker, Redaktor und Verleger. Mit The Gentleman’s Magazine hat er das erste „Magazin“ von öffentlichem Interesse im modernen Sinn entworfen.
Cave, der Sohn eines Schusters, wurde in Newton nahe Rugby (Warwickshire) geboren, wo er auch sein Gymnasium besuchte, von dem er aber mit der Anschuldigung, den Rektor bestohlen zu haben, ausgeschlossen wurde. Er nahm verschiedene Arbeiten an, unter anderem Holzhändler, Reporter und Drucker. Er kam auf die Idee eines periodisch erscheinenden Blattes, das alle Themen berücksichtigen würde, welche die gebildete Leserschaft interessierte. Vom Geschäft bis zur Poesie. So versuchte er verschiedene Londoner Drucker und Buchhändler zu überzeugen, sich seiner Idee anzunehmen. Da sich niemand interessiert zeigte, nahm Cave die Aufgabe in die eigene Hand. The Gentleman's Magazine erschien erstmals im Jahre 1731 und wurde schnell zur einflussreichsten und meist nachgeahmten Zeitschrift seiner Zeit. Des Weiteren verhalf es Cave zum Wohlstand. 1750 begründete er The Rambler, zu dem Samuel Johnson die meisten Beiträge beisteuerte.
Cave war ein raffinierter Geschäftsmann. Er steckte all seine Energie in sein Magazin und verließ selten seine Büros am St John's Gate (Clerkenwell). Er nutzte eine große Zahl von Verteilern, allen voran Samuel Johnson, der immer dankbar war, dass er von Cave seine Hauptanstellung für viele Jahre erhielt. Cave selbst steuerte oft Artikel unter dem Pseudonym Sylvanus Urban bei. 
Er bezog auch eine Lizenz von Lewis Paul für 250 Spindeln seines patentierten Spinnrades, eines Vorgängers des waterframes. 1742 kaufte er Marvels Mühle (Marvels Mill) in Northampton und baute sie zu einer Baumwollspinnerei um, die vermutlich erste wasserbetriebene Spinnerei der Welt. Sie war offensichtlich profitabel, aber nur gemäßigt. Die Spinnerei wurde 1761 oder kurz danach aufgegeben. 
Cave litt an Gicht. Er ruht bei der St. James Church, in Clerkenwell.